# Jimmy Cundasami
Jimmy Cundasami (15 luglio 1977) è un ex calciatore mauriziano, di ruolo centrocampista.

## Carriera

### Club
Gioca dal 1997 al 2001 in Francia, al Les Avirons. Nel 2001 si trasferisce a Reunion, al Saint-Louisienne. Nel 2006, dopo una breve parentesi al Saint-Pierroise, si trasferisce allo Stade Tamponnaise, in cui milita fino al 2014.

### Nazionale
Debutta in Nazionale nel 1998. Con 54 partite disputate detiene il record di presenze della Nazionale mauriziana.